# Amakusanthura eugenia
Amakusanthura eugenia là một loài chân đều trong họ Anthuridae. Loài này được Poore & Lew Ton miêu tả khoa học năm 1988.